# Teorema (película)
Teorema es una película italiana de 1968 escrita y dirigida por Pier Paolo Pasolini y producida por Franco Rossellini y Mauro Bolognini. Con actuación de Terence Stamp, Laura Betti, Silvana Mangano, Massimo Girotti y Anne Wiazemsky, se aborda en ella un estudio de la familia burguesa tras el desarrollismo italiano de los años 50 y 60.
La película no se estrenó en España hasta el 19 de abril de 1976, en versión original subtitulada. En el 2015 la película fue distribuida en formato DVD en España. También se puede ver en Filmin.

## Argumento
A una familia de buena posición económica llega un extraño visitante. Con su potente atractivo físico y carisma personal, los va seduciendo uno por uno: a la doncella, al hijo, a la hija, a la madre y, finalmente, al padre. Pocos días después de haber ellos caído en sus redes, el visitante se va y la familia se queda descolocada sin saber cómo continuar con sus existencias. A partir de ese momento, se intentará encontrar una respuesta al enigmático origen del seductor, que parece estar dotado de atributos angélicos o divinos.

## Reparto
- Silvana Mangano como Lucía, la madre.
- Terence Stamp como el visitante.
- Massimo Girotti como Paolo, el padre.
- Anne Wiazemsky como Odetta, la hija.
- Laura Betti como Emilia, la sirvienta.
- Andrés José Cruz Soublette como Pietro, el hijo.
- Ninetto Davoli como Angelino, el mensajero.
- Carlo De Mejo como Chico.
- Adele Cambria como Emilia, la segunda sirvienta.
- Luigi Barbini como Chico en la estación.
- Giovanni Ivan Scratuglia
- Alfonso Gatto como el doctor.
- Cesare Garboli como el entrevistador.
- Susanna Pasolini como la anciana agradable.

## Home video
El 4 de octubre de 2005 Koch-Lorber Films lanzó una versión en DVD de Teorema en Estados Unidos.

## Premios
Obtuvo un Premio a la Mejor Actriz en el Festival de Venecia para Laura Betti, y la película consiguió el premio de la OCIC